# Salvadorco
Salvadorco är en ort i Mexiko.   Den ligger i kommunen Tlatlauquitepec och delstaten Puebla, i den sydöstra delen av landet, 170 km öster om huvudstaden Mexico City. Salvadorco ligger 2 301 meter över havet och antalet invånare är 180.
Terrängen runt Salvadorco är lite bergig, och sluttar norrut. Runt Salvadorco är det ganska tätbefolkat, med 134 invånare per kvadratkilometer. Närmaste större samhälle är Zaragoza, 0,73 km väster om Salvadorco. I omgivningarna runt Salvadorco växer huvudsakligen savannskog.